# Rue Mongenot
La rue Mongenot est une voie située dans le quartier du Bel-Air du 12e arrondissement de Paris et sur le territoire de la commune de Saint-Mandé.

## Situation et accès
La rue Mongenot est accessible à proximité par la ligne de métro 1 à la station Saint-Mandé.

## Origine du nom

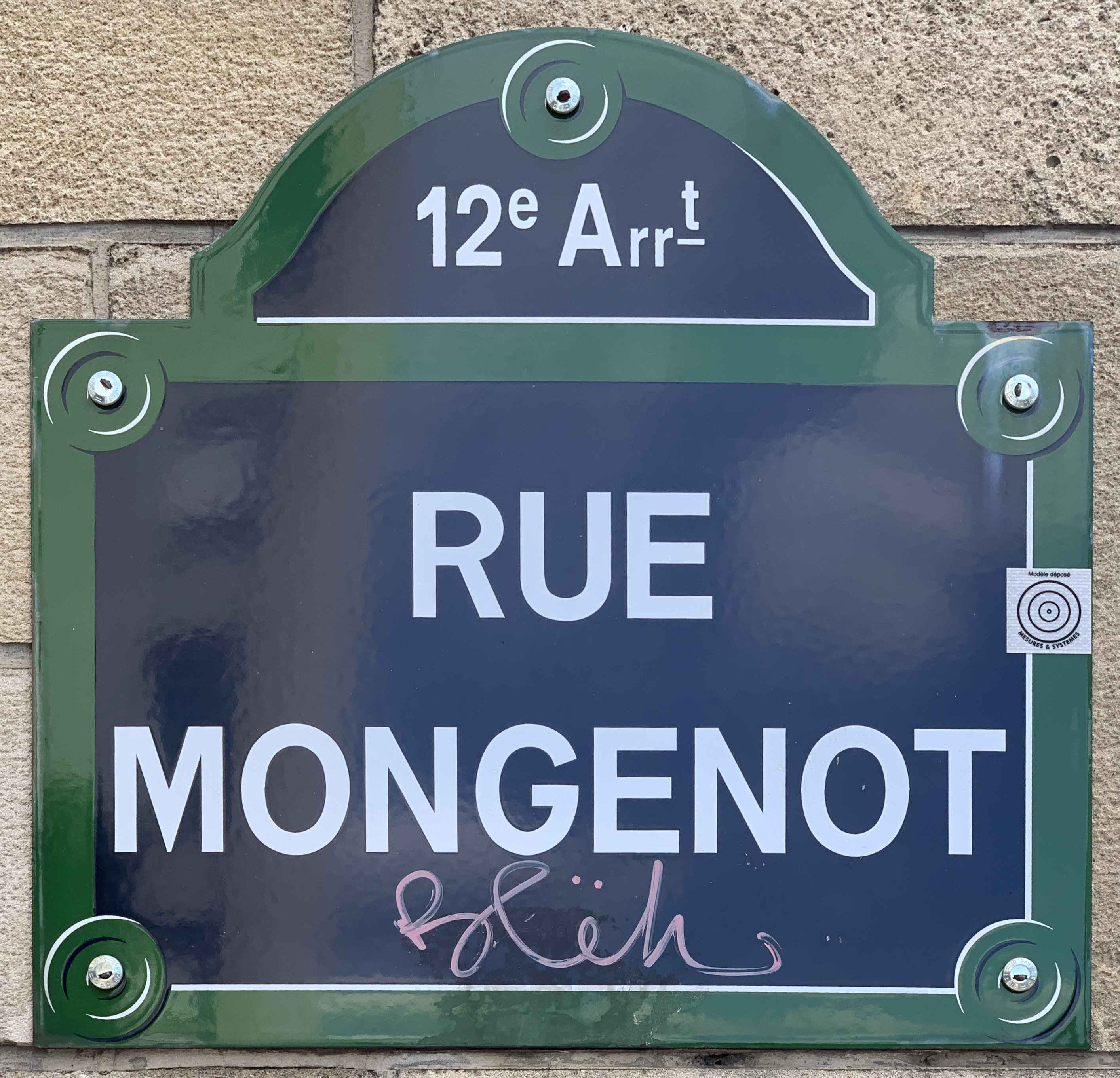
Plaque de la rue.

Du nom de Claude François Simon Mongenot, maire de Saint-Mandé de 1848 à 1859.

## Historique
Cette rue, dénommée jusqu'en 1813 « rue des Charbonniers », faisait jusqu'en 1929 intégralement partie de la commune de Saint-Mandé avant son incorporation par décret à la ville de Paris et son renommage par tronçons (dont l'actuelle rue du Niger). 
En 1969, toute la partie située entre le boulevard de la Guyane et le boulevard Carnot est détruite pour permettre la construction du boulevard périphérique de Paris.

## Bâtiments remarquables et lieux de mémoire
- L'Institut le Val Mandé (anciennement l'Institut départemental des aveugles) est transféré dans la rue en 1889.
- Cette rue fait partie de la série photographique 6 mètres avant Paris. réalisé en 1971[3].